# Kuhdascht
Kuhdascht (persisch کوهدشت) ist eine Stadt in der Provinz Luristan im Iran. Die Einwohner der Stadt sprechen die Sprache Leki und sind schiitische Muslime.

## Klima
Nach der effektiven Klimaklassifikation herrscht in der Stadt ein Mittelmeerklima (Csa) eingestuft. Die durchschnittliche Jahrestemperatur in Kuhdasht beträgt 16,1 Grad Celsius. Die Niederschlagsmenge liegt hier bei 610 mm im Jahr.

## Bevölkerungsentwicklung
| Jahr | Einwohnerzahl |
| ---- | ------------- |
| 1991 | 61.935        |
| 1996 | 72.105        |
| 2006 | 85.997        |
| 2011 | 92.927        |
| 2016 | 89.091        |